# Fox Sports (Asie)
Ne doit pas être confondu avec Fox Sports.
Fox Sports (anciennement ESPN STAR Sports ou ESS) est une coentreprise créée en 1995 entre ESPN, filiale de la Walt Disney Company et STAR TV, filiale de 21st Century Fox, qui offre des programmes sportifs sous quinze dénominations et cinq langues différentes dans 25 pays asiatiques. Fin 2012, News Corp rachète la part d'ESPN et devient le seul actionnaire. Ces chaînes sont orientées vers des sports comme le cricket, la formule 1, le football ou des événements sportifs la coupe de l'UEFA, le tournoi de Wimbledon, la NBA ou la Ligue majeure de baseball.

## Historique
La chaîne est lancée en 1995 comme une association entre ESPN et STAR Sports, la division sport de STAR TV.
En novembre 1996, la chaîne devient une coentreprise détenue à parité par ESPN et STAR Sports.
En juin 2007, ESPN STAR a annoncé le lancement d'une chaîne nommée Star Cricket qui doit diffuser que du cricket. Ce lancement s'associe au rachat par ESPN du site www.cricinfo.com au Wisden Group, éditeur du Wisden Cricketer Magazine et du Wisden Cricketers' Almanack.
Le 21 janvier 2011, ESPN Star est sollicitée par les propriétaires de cinéma et multiplex pour retransmettre la coupe du monde 2011 de cricket dans leurs salles. Le 22 février 2011, ESPN obtient d'un tribunal indien un jugement contre 144 sociétés de télédiffusions rediffusant illégalement la coupe du monde de cricket 2011 dont ESPN Star Sports a obtenu les droits jusqu'en 2015. Le 19 juillet 2011, ESPN Star Sports lance deux chaînes en HD en Inde : ESPN HD et Star Cricket HD,.
Le 6 juin 2012, News Corp annonce vouloir racheter les 50 % d'ESPN Star Sports détenus par Disney à travers ESPN devenant l'unique propriétaire,. Le 7 novembre 2012, ESPN vend sa participation de 50 % dans ESPN Star Sports, et le 18 décembre, News Corp annonce avoir déboursé 335 millions d'USD pour cet achat.
Le 20 mars 2019, Disney finalise l'achat de plusieurs actifs de la 21st Century Fox dont ESPN Star Sports. Disney rachetant l'intégralité de la chaîne.

## Noms des chaînes locales
- Fox Sports Asia
- Fox Sports 2 Asia
- Fox Sports 3 Asia
- Fox Sports Taiwan
- STAR Sports China
- STAR Sports 2 China
- STAR Sports Korea

## Programmes distribués par Fox Sports

### Baseball
- Major League Baseball

### Basket-ball
- National Basketball Association
- Super Basketball League
- Chinese Basketball Association (en Chine sur Star Sports)

### Compétition automobile
- Formule 1
- A1 Grand Prix
- Indy Racing League
- World Series by Renault

### Compétition motocycliste
- Grand Prix moto

### Cricket
- International Cricket In Australia
- Domestic Cricket in Australia
- International Cricket In England
- Domestic Cricket in England
- International Cricket In New Zealand
- International Cricket In South Africa
- International Cricket In Zimbabwe
- International Cricket In Kenya
- International Cricket In Bangladesh
- ICC events from 2007-2015
- Afro Asia Cup 2007

### Football
- Coupe du monde de la FIFA (2006)
- Coupe des confédérations (2005)
- Championnat d'Europe des nations
  - Euro 2008
  - Euro 2004
  - Euro 2000
- Championnat d'Angleterre de football (Premier League)
- Coupe d'Angleterre de football (FA Cup)
- Community Shield
- Championnat d'Espagne de football (la Liga)
- Coupe UEFA
- Supercoupe de l'UEFA
- Championnat du Brésil de football  (matchs majeurs seulement)

### Football américain
- National Football League

### Rugby à XV
- Heineken Cup
- Aviva Premiership
- Tournoi des Six Nations
- Super 14
- Tri-nations

### Sports extrêmes
- X Games

### Tennis
- Masters Series
- Tournoi de Wimbledon
- Tournoi de Roland-Garros
- Open d'Australie